# Sailors and Sinners
Sailors and Sinners is het achtste muziekalbum van de Nederlandse muziekgroep Alquin.

## Geschiedenis
Sailors and Sinners is het tweede studioalbum na Alquins succesvolle reünietournee, die vastgelegd werd op One More Night. De muziek laat zich het best omschrijven als progressieve rock, maar dan wel in de Alquinstijl, een beetje ongepolijst. Het album is opgenomen in twee geluidsstudio’s in Amsterdam: de Park Studio en de Soundwise Studio.

## Musici
- Ferdinand Bakker – gitaar, toetsinstrumenten, viool, zang
- Michel van Dijk – zang
- Dick Franssen – hammondorgel, toetsinstrumenten
- Ronald Ottenhoff – saxofoons
- Walter Latupeirissa – basgitaar, zang
- Job Tarenskeen – slagwerk, zang

## Tracklist
Muziek van Bakker; teksten van Van Dijk, Tarenskeen en Bakker:

| Nr. | Titel                                                                 | Duur  |
| --- | --------------------------------------------------------------------- | ----- |
| 1.  | The Mission                                                           | 8:14  |
| 2.  | Minnie Minnoux (In the Green Kalebas, Minnie)                         | 6:25  |
| 3.  | Lillie's Notebook                                                     | 5:49  |
| 4.  | Not in a Million Years                                                | 4:49  |
| 5.  | Allyson                                                               | 4:51  |
| 6.  | Money on the Bank                                                     | 4:29  |
| 7.  | Kite Runner                                                           | 4:58  |
| 8.  | Behind the Tree                                                       | 6:30  |
| 9.  | Holland                                                               | 2:25  |
| 10. | Sailors and Sinners; (Ships on the water, Chet, Sin City, Dust, Home) | 14:16 |
| 11. | Shineseethe                                                           | 1:27  |

## Hitnotering

### NederlandseAlbum Top 100
| Hitnotering: 19-09-2009 t/m 12-12-2009 | Hitnotering: 19-09-2009 t/m 12-12-2009 | Hitnotering: 19-09-2009 t/m 12-12-2009 | Hitnotering: 19-09-2009 t/m 12-12-2009 | Hitnotering: 19-09-2009 t/m 12-12-2009 | Hitnotering: 19-09-2009 t/m 12-12-2009 | Hitnotering: 19-09-2009 t/m 12-12-2009 | Hitnotering: 19-09-2009 t/m 12-12-2009 | Hitnotering: 19-09-2009 t/m 12-12-2009 | Hitnotering: 19-09-2009 t/m 12-12-2009 | Hitnotering: 19-09-2009 t/m 12-12-2009 | Hitnotering: 19-09-2009 t/m 12-12-2009 | Hitnotering: 19-09-2009 t/m 12-12-2009 | Hitnotering: 19-09-2009 t/m 12-12-2009 | Hitnotering: 19-09-2009 t/m 12-12-2009 |
| Week                                   | 01                                     | 02                                     | 03                                     | 04                                     | 05                                     | 06                                     | 07                                     | 08                                     | 09                                     | 10                                     | 11                                     | 12                                     | 13                                     |                                        |
| -------------------------------------- | -------------------------------------- | -------------------------------------- | -------------------------------------- | -------------------------------------- | -------------------------------------- | -------------------------------------- | -------------------------------------- | -------------------------------------- | -------------------------------------- | -------------------------------------- | -------------------------------------- | -------------------------------------- | -------------------------------------- | -------------------------------------- |
| Nummer                                 | 16                                     | 44                                     | 75                                     | 47                                     | 64                                     | 68                                     | 68                                     | 75                                     | 21                                     | 26                                     | 63                                     | 76                                     | 79                                     | uit                                    |

In het kielzog van dit album werd Marks opnieuw uitgebracht, in een door Esoteric Recordings geremasterde versie.